# Geelnekara
De geelnekara (Primolius auricollis) is een papegaai  uit Zuid-Amerika.

## Kenmerken
De vogel is voornamelijk groen, met een gele band om zijn nek, een zwart voorhoofd, blauwe vleugelranden en een groen/blauw/bruine staart. De geelnekara heeft een grijze snavel en vleeskleurige poten. De vogel wordt ca. 38 cm lang.

## Voortplanting
Het vrouwtje (pop) legt 3 à 4 eieren en broedt deze in 28 dagen uit.  Met 9 à 10 weken vliegen de jongen uit en zijn met ca. 16 weken  zelfstandig.

## Verspreiding en leefgebied
Deze soort komt voor van centraal en zuidwestelijk Brazilië en Bolivia tot noordelijk Argentinië en noordelijk Paraguay.

## Status
De grootte van de populatie is niet gekwantificeerd maar de soort wordt omschreven als vrij algemeen. Op de Rode lijst van de IUCN heeft deze soort de status niet bedreigd.

## Synoniemen
- Ara auricollis
- Propyrrhura auricollis